# Dummy (serie televisiva)
Dummy è una serie americana creata da Cody Heller che ha debuttato su Quibi il 20 aprile 2020. La serie è basata su un'esperienza di vita reale tra Heller e il suo partner Dan Harmon, in cui ha scoperto che possedeva una bambola sessuale. La serie è stata originariamente sviluppata come pilota televisivo, ma la sceneggiatura è stata riscritta come un film e poi divisa in episodi della durata di 10 minuti per adattarsi allo standard di Quibi.

## Episodi
| Stagione       | Episodi | Prima TV USA | Prima TV Italia |
| -------------- | ------- | ------------ | --------------- |
| Prima stagione | 10      | 2020         | inedita         |

## Personaggi e interpreti
- Cody Heller, interpretata da Anna Kendrick
- Barbara Himmelbaum-Harmon, interpretata da Meredith Hagner
- Dan Harmon, interpretato da Donal Logue

## Riconoscimenti
- 2020 - Premio Emmy
  - Candidatura per la miglior attrice in una serie commedia o drammatica dalla corta durata a Anna Kendrick[4]